# Wendy Mayer
Wendy Mayer (* 23. Januar 1960) ist eine australische Patristikerin und emeritierte Hochschullehrerin. Sie forscht und publiziert vor allem zu frühchristlicher Predigt und Johannes Chrysostomos. Den Großteil ihrer akademischen Karriere verbrachte sie an der Australian Catholic University. Im Jahr 2017 wurde sie stellvertretender Dekan für Forschung am Australian Lutheran College innerhalb der University of Divinity und erhielt in Folge eine Professur an der UD. 

## Leben

### Ausbildung
Wendy Mayer wurde im Jahr 1960 geboren. Sie studierte zunächst englische Literatur und Alte Geschichte an der University of Adelaide (Bachelor of Arts 1979). Im Jahr 1991 absolvierte sie ein weiteres Bachelorstudium in Klassische Sprachen und Literatur mit zwei Honours (entspricht etwa einem B.A. und einem M.A.) an der University of Queensland, wobei sie die University Medal der Universität erhielt. Dort erlangte sie 1996 ebenfalls ihren Doctor of Philosophy mit einer Dissertation über The provenance of the homilies of St. John Chrysostom: towards a new assessment of where he preached what.

### Akademische Laufbahn
Sie begann ihren akademischen Werdegang 1998 an der Australian Catholic University durch das Australian Postdoctoral Research Fellowship. Dort blieb sie – seit 2006 als Research Fellow – bis 2016, zwischenzeitlich (bis Ende 2005) in der Funktion des Acting Director des Centre for Early Christian Studies. Unterbrechungen entstanden durch Aufenthalte in den USA an der Catholic University of America (Research Fellow: Oktober 2004 bis Mai 2006 sowie September 2013 bis 2016), am Dumbarton Oaks Fellowship in Byzantine Studies der Harvard University (Research Fellow von September 2006 bis Mai 2007), eine Gastprofessur in Religious Studies an der University of Virginia (August 2009 bis zum ersten Januar 2010) und eine weitere am Department of Biblical and Ancient Studies der University of South Africa in Pretoria von August bis November 2014.
Anschließend wurde sie 2017 stellvertretender Dekan für Forschung am Australian Lutheran College und später dazu Dekan für Forschungsstrategie als Teilzeitstelle an der University of Divinity. Im selben Jahr erhielt sie eine Professur an der University of Divinity. Im Jahr 2023 wurde sie emeritiert und erlangte damit den Titel eines Professor Emeritus.
Sie war und ist Mitglied verschiedener Beiräte von wissenschaftlichen Zeitschriften und Buchreihen, darunter Critical Approaches to Early Christianity und Patristics Studies in Global Perspective.

### Forschung
Ihr Forschungsfokus lag anfangs vor allem in der frühchristlichen Predigt und insbesondere in der Person des Johannes Chrysostomos. Später beschäftigte sie sich weiterhin mit der griechischen Medizin im christlichen Denken der Spätantike sowie mit religiösen Konflikten und Radikalisierung. In diesem Gebiet greift sie zeitlich bis in die Gegenwart aus.

### Privates
Infolge ihrer verschiedenen Lebensstationen ist sie sowohl Mitglied der Lutheran Church of Australia and New Zealand als auch der Evangelical Lutheran Church in America.

## Ehrungen
- honorary research fellow der University of South Africa
- November 2015 Fellow der Australian Academy of the Humanities; 2019–2022 Head of Religion der AAH[5]

## Veröffentlichungen (Auswahl)
- mit Pauline Allen: John Chrysostom. Routledge, London 1999, ISBN 9780415182522; Neudruck 2011.
- mit Pauline Allen, Boudewijn Dehandschutter und Johan Leemans: Let us die that we may live. Greek homilies on Christian martyrs from Asia Minor, Palestine, and Syria (c. AD 350-AD 450). Routledge, London, New York 2003, ISBN 978-0415240413.
- The homilies of St John Chrysostom. Provenance, reshaping the foundations. Pontificio Istituto Orientale, Roma 2005, ISBN 8872103479.
- The cult of the saints. Select homilies and letters. St. Vladimir's Seminary Press, Crestwood, N.Y 2006, ISBN 9780881413021.
- mit Pauline Allen und Bronwen Neil (Hrsg.): Preaching poverty in late Antiquity. Perceptions and realities. Evangelische Verlagsanstalt, Leipzig op. 2009, ISBN 978-3-374-02728-6.
- mit Pauline Allen: Churches of syrian antioch. Peeters, Leuven 2012, ISBN 9789042926042.
- mit Bronwen Neil (Hrsg.): Religious conflict from Early Christianity to the rise of Islam. De Gruyter, Berlin, Boston, Mass. 2013, ISBN 9783110291780.
- mit Ian J. Elmer (Hrsg.): Men and women in the early Christian centuries. St Pauls, Strathfield op. 2014, ISBN 9780980642865.
- mit Chris L. de Wet (Hrsg.): Revisioning John Chrysostom. New approaches, new perspectives. Brill, Leiden, Boston 2019, ISBN 978-90-04-39003-4.